# كلية التربية (جامعة أحمد بلو زاريا)
كلية التربية (جامعة أحمد بلو زاريا) هي إحدى الكليات الموجودة في جامعة أحمد بلو زاريا. وتعتبر هذه الكلية أكبر كلية في الجامعة من حيث عدد الطلاب والبرامج والأقسام المندرجة تحتها. أنشئت هذه الكلية سنة 1968 كجزء من كلية الآداب. وثم تم فصلها عن كلية الآداب بعد التوسع الذي طرأ عليها من ناحية البرامج وعدد الطلاب.

## تاريخ
نشأت كلية التربية في عام 1968. ولكن قبل ذلك ، كان قسم التربية والتعليم أحد الأقسام في كلية الآداب. في ذلك الوقت ، قدم القسم برامج في التربية وعلوم المكتبات ودبلوم الدراسات العليا في التربية. في عام 1968 ، عندما تأسست كلية التربية، أصبح قسم التربية والتعليم أحد مكوناتها والذي يحتوي حوالي سبعة موظفين، معظمهم من خارج الدولة. أنيطت بمسؤوليات تصميم وتنفيذ المناهج التي المؤدية إلى منح الدرجات العلمية في الليسانس (B.Ed) والذي يستغرق سنتين أكاديميتين. مع مرور الوقت، نما القسم من حيث عدد البرامج الأكاديمية وحجم الموظفين. على سبيل المثال ، في الجلسة الأكاديمية 1970-1971 ، بدأ برنامج بكالوريوس تعليم العلوم جنبًا إلى جنب مع برنامج B.Ed. البرامج الأخرى التي تم تقديمها لاحقًا تشمل بكالوريوس (محرر) تعليم الرياضيات (1970) ؛ بكالوريوس (رياضيات) 1978 ؛ بكالوريوس (دراسات إسلامية) حوالي 1983 و B.Ed (دراسات دينية مسيحية) عام 1990. استمر التوسع حيث تم إدخال برامج أخرى مثل B.Ed (الفنون الإبداعية) ؛ بكالوريوس (فنون اللغة) في اللغة الإنجليزية والهوسا، بكالوريوس (الإدارة التربوية والتخطيط) ؛ بكالوريوس التربية (الدراسات الاجتماعية) وبكالوريوس الآداب (الآداب والعلوم الاجتماعية). على الرغم من تعليق بعض البرامج الأخيرة قبل حوالي خمس سنوات من قبل إدارة الجامعة. مع تقديم برنامج الليسانس الذي يستغرق 4 سنوات مصحوبًا بهيكل دورة نظام وحدة الائتمان، تمت إعادة تصميم البرامج لتتماشى مع متطلبات برنامج الليسانس 4 سنوات ونظام وحدة الائتمان بالطبع.
وتضم الكلية الآن ثمانية أقسام:
1. قسم الآداب والعلوم الاجتماعية
2. قسم أصول المناهج
3. قسم العلوم النفسية (سيكولوجيا التعليم)
4. قسم التدبير المنزلي
5. قسم العلوم الجسدية
6. قسم علوم المكتبة والمعلومات
7. قسم العلوم (والتربية)
8. قسم علوم التقنية والمهنية

## التحديات
مع توسيع هيكل كلية التربية (جامعة أحمد بلو أحمد زاريا) وازدياد عدد البرامج والطلاب الدارسين فيها في مختلف المراحل والأقسامن ظهرت بعض التحديات التي ما زالت تمثل عقبة أمام تقدم التعليم في هذ الكلية. ومن هذه المشاكل والتحديات قلة المحاضرين والأساتذة مقارنة بعدد الطلاب. كما صدرت شكاوى تتعلق بالقاعات الدراسية أنها لا تسع لعدد الطلاب الدارسين لاسميا للطلاب المنتسبين إلى الأقسام التي تكثر فيها الطلاب وقلة استخدام التقنيات التعليمية الحديثة في الكلية